# Aglae coerulea
Aglae coerulea és una espècie d'himenòpter àpid (Apidae) de la tribu Euglossini (abelles de les orquídies). Única espècie del gènere Aglae, es distribueix per Brasil, Colòmbia, el Perú, Panamà, Surinam i Veneçuela. Aglae coerulea és paràsita obligada d'espècies d'Eulaema.